# سانسپولکرو
سانسپولکرو (به ایتالیایی: Sansepolcro) یک کومونه در ایتالیا است که در استان آرتزو واقع شده‌است.

## خصوصیات
سانسپولکرو ۹۱٫۴۸ کیلومترمربع مساحت و ۱۶٬۱۹۸ نفر جمعیت دارد و ۳۳۰ متر بالاتر از سطح دریا واقع شده‌است.

## خواهرخوانده
شهرهای نوشاتل، Neuves-Maisons و سینی، کرواسی خواهرخوانده‌های سانسپولکرو هستند.